# Bohorodčanský rajón
Bohorodčanský rajón (ukrajinsky Богородчанський район) byl rajón v Ivanofrankivské oblasti na Ukrajině. Hlavním městem byly Bohorodčany a rajón měl přibližně 69 tisíc obyvatel. 

## Sídla v rajónu
- Bohorodčany
- Solotvynska